# Ronnie Cuber
Ronald Edward Cuber (New York City, 25 dicembre 1941 – 7 ottobre 2022) è stato un sassofonista statunitense.
Oltre al suo strumento principale, il sax baritono, suonò il sax tenore, il sax soprano e il flauto, quest'ultimo in un album di Eddie Palmieri.

## Biografia
Ronnie Cuber nel 1959, all'età di diciotto anni, era membro della Marshall Brown's Newport Youth Band. Durante quel periodo passò dal sax tenore al sax baritono. I suoi primi lavori degni di nota fu con Slide Hampton nel 1962 e con Maynard Ferguson durante il biennio 1963-1965. Dal 1966 al 1967 Cuber lavorò con George Benson. È stato membro dal 1977 al 1979 del Lee Konitz Nonet. Durante la metà degli anni '70 suonò nel gruppo di Frank Zappa con il quale incise l'album Zappa in New York. È stato membro della Mingus Big Band fin dalla sua nascita nei primi anni '90. È stato un musicista off-screen per il film Across the Universe.
Come musicista solista Ronnie Cuber era conosciuto soprattutto per l'Hard bop e il Latin jazz. Le sue collaborazioni con altri musicisti furono numerose e vantavano nomi come B. B. King, Paul Simon e Eric Clapton. Inoltre egli  suonò in gruppi latin, pop, rock e blues. Ronnie Cuber può essere ascoltato su Freeze Frame di The J. Geils Band. Una delle sue più spiritate esecuzioni è su Dr. Lonnie Smith dell'album (Blues Note) Drives del 1970.

## Discografia

### Albums solisti
- 1977:  Cuber Libre (Xanadu Records)
- 1979:  The Eleventh Day of Aquarius (Xanadu)
- 1983:  Inconsequence (Dire Records) a nome Ronnie Cuber/Enrico Pieranunzi
- 1985:  Two Brothers (AMG)
- 1985:  Pin Point (PID)
- 1985:  Passion Fruit (PID)
- 1986:  Live at the[Blue Note (ProJazz)
- 1992:  Cubism (Fresh Sounds)
- 1993:  The Scene is Clean (Milestone Records)
- 1994:  Airplay (SteepleChase Records)
- 1996:  In a New York Minute (SteepleChase)
- 1997:  N.Y.C.ats (SteepleChase)
- 1998:  Love for Sale (with The Netherlands Metropole Orchestra) (Koch)

### Collaborazioni
Con Grant Green
- The Main Attraction (1976)

Con Idris Muhammad
- House of the Rising Sun (1976)
- Turn This Mutha Out (1977)

Con Horace Silver
- The Hardbop Grandpop (1996)

Con Lonnie Smith
- Move Your Hand (1969)
- Drives (1970)

Con Rare Silk
- New Weave (1986)